# 파스케이프
파스케이프(Farscape)는 1999년 3월 19일부터 2003년 3월 21일까지 나인 네트워크에서 방영된 SF 드라마이다.

## 캐스트
- 벤 브라우더 - John Crichton
- 클라우디아 블랙 - Aeryn Sun
- 앤서니 심코 - Ka D'Argo
- 버지니아 헤이 - Pa'u Zotoh Zhaan
- 기기 에글리 - Chiana